# Policía del Estado Nueva Esparta
La Policía del Estado Nueva Esparta conocida oficialmente como Instituto Autónomo de policía del Estado Bolivariano de Nueva Esparta (IAPOLEBNE) es el cuerpo de Policía con jurisdicción regional del estado venezolano insular y oriental de Nueva Esparta.

## Historia
Fue creada el 14 de julio de 1970, época en que los gobiernos de los estados todavía eran nombrados por el Gobierno central, es solo hasta el año de 1998 que es creada bajo la figura de instituto autónomo regional.

## Estructura
La Policía de Nueva Esparta depende del gobernador de ese estado, quien la mantiene adscrita a la Dirección de Protección Civil y Seguridad ciudadana. El Estado y sus municipios son divididos en zonas policiales, con el fin de mejorar la atención que presta el cuerpo policial.

## Base Legal
La Policía del estado basa su funcionamiento en lo establecido en el artículo 164 de la Constitución Nacional de Venezuela(art 164) y en lo establecido en la Constitución del Estado Nueva Esparta y ley referida al instituto de policía neoespartano.